# Rassenrellen in Sydney

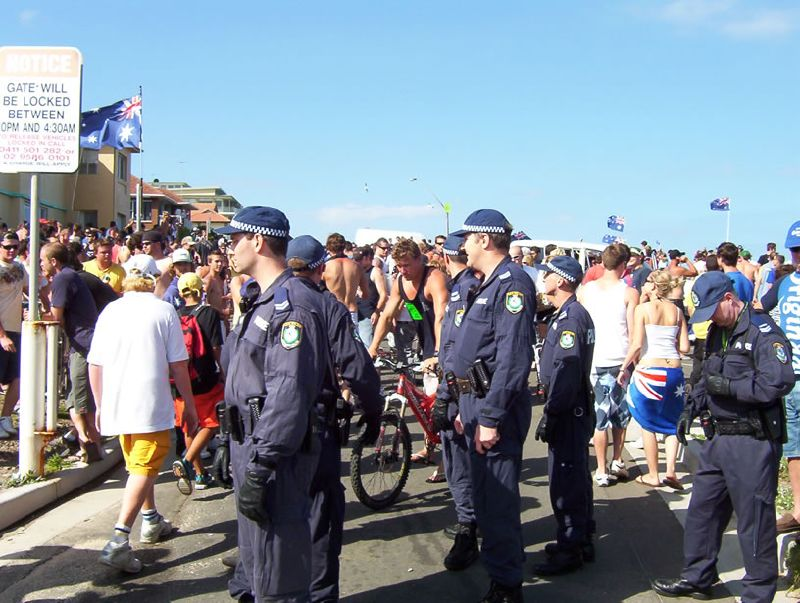
Politie bij de rellen

De rassenrellen in Sydney begonnen op 11 december 2005, waarbij 5000 mensen protesteerden tegen het gebruik van het Cronulla-strand door Libanese benden. Na enkele uren werd de menigte vijandig en werd een aantal voorbijgangers met een Midden-Oosters uiterlijk lastiggevallen. Ook de politie en ambulanciers werden aangevallen.
De daaropvolgende nachten was er geweld, vergelding en vandalisme in Cronulla en andere buitenwijken van de zuidelijke rand van Sydney.